# Konnajärv
Konnajärv (est. Konnajärv (Kurtna Konnajärv)) – jezioro w gminie Illuka, w prowincji Virumaa Wschodnia, w Estonii. Położone jest na terenie obszaru chronionego krajobrazu Kurtna (est. Kurtna maastikukaitseala). Ma powierzchnię 2,2 hektarów, linię brzegową o długości 656 m, długość 250 m i szerokość 140 m. Jest otoczone lasem. Jest jednym z 42 jezior wchodzących w skład pojezierza Kurtna (est. Kurtna järvestik). Sąsiaduje z jeziorami Kulpjärv, Nootjärv, Ratasjärv, Mätasjärv, Kurtna Mustjärv, Lusikajärv, Liivjärv, Rääkjärv.